# Geranomyia beatrix
Geranomyia beatrix är en tvåvingeart som först beskrevs av Alexander 1945.  Geranomyia beatrix ingår i släktet Geranomyia och familjen småharkrankar.
Artens utbredningsområde är Ecuador. Inga underarter finns listade i Catalogue of Life.